# Ćelije (gmina Gadžin Han)
Ćelije (cyr. Ћелије) – wieś w Serbii, w okręgu niszawskim, w gminie Gadžin Han. W 2011 roku liczyła 44 mieszkańców.